# Scoloplos tribulosus
Scoloplos tribulosus är en ringmaskart som först beskrevs 1897 av Ernst Ehlers. Arten ingår i släktet Scoloplos och familjen Orbiniidae. Inga underarter finns listade i Catalogue of Life.